# Loustère
Die Loustère ist ein Fluss in Frankreich, der im Département Gers in der Region Okzitanien verläuft. Sie entspringt im Gemeindegebiet von Castin, entwässert generell in nordwestlicher Richtung durch ein dünn besiedeltes Gebiet und mündet nach rund 14 Kilometern im Gemeindegebiet von Castéra-Verduzan als rechter Nebenfluss in die Auloue.

## Orte am Fluss
(Reihenfolge in Fließrichtung)
- Saint-Lary
- Jegun